# Helga Volz-Mees
Helga Margot Volz-Mees (Saarbrücken, 12 luglio 1937 – Schifferstadt, 11 aprile 2014) è stata una schermitrice tedesca, vincitrice di una medaglia d'argento individuale ed una di bronzo a squadre nel fioretto ai Giochi olimpici di Tokyo 1964.